# This Is What I Do (Sonny Rollins)
This Is What I Do è un album in studio del sassofonista jazz statunitense Sonny Rollins, pubblicato nel 2000.

## Tracce
1. Salvador (Sonny Rollins) – 7:55
2. Sweet Leilani (Harry Owens) – 7:01
3. Did You See Harold Vick? (Rollins) – 9:19
4. A Nightingale Sang in Berkeley Square (Eric Maschwitz, Manning Sherwin) – 8:06
5. Charles M. (Rollins) – 10:19
6. Moon of Manakoora (Frank Loesser, Alfred Newman) – 5:44

## Formazione
- Sonny Rollins – sassofono tenore
- Clifton Anderson – trombone (tracce 2-5)
- Stephen Scott – piano
- Bob Cranshaw – basso elettrico
- Jack DeJohnette – batteria (1, 2, 4, 6)
- Perry Wilson – batteria (3, 5)